# Цугуми Оба
Цугуми Оба (大場 つぐみ, Ōba Tsugumi) јапански је писац манги. Његово право име и идентитет су непознати. Заједно са уметником Такешијем Обатом написао је веома популарну мангу Бележница смрти, као и Бакуман и Платинум Енд. Поред ова три дела, радио је са уметницом Робико на једнократној причи Skip! Yamada-kun.

## Идентитет
Обин идентитет је добро чувана тајна. Зна се да није планирао да постане мангака, верујући чак да ће издавачка кућа Шуеиша одбити да објави Бележницу смрти. Такође је признао да не чита пуно, упркос томе што је писац. Уместо тога, воли да гледа филмове, поготово од Акире Куросаве и Чарлија Чаплина. Омиљени жанр му је комедија, и више воли јапанске продукције од америчких. Рекао је такође да је велики чистунац, као и да је заинтересован за литографију и да поседује колекцију шољица за чај. Док ради, седи са рукама обавијеним око колена, налик лику Л-а из Бележнице смрти.
Продуцент Тошио Окада верује да је Обата у ствари уметник Хироши Гамо. У манги Бакуман, ујак главног лика је уметник познат по хумористичном стрипу који је налик Хирошијевој манги Tottemo! Luckyman. Обине скице су такође у том стилу.

## Дела
- Бележница смрти (2003–2006; у сарадњи са Такешијем Обатом)
- Бакуман (2008–2012; у сарадњи са Такешијем Обатом)
- (2014; у сарадњи са Робико)[8]
- Платинум Енд (2015–2021; у сарадњи са Такешијем Обатом)[9][10]